# Erich Maechler
Erich Maechler (Hochdorf, Cantón de Lucerna, 24 de septiembre de 1960) es un exciclista profesional suizo.

## Palmarés
| 1982 - Tour de Berna - 1 etapa de la Vuelta a Suiza 1983 - 1 etapa de la Vuelta a Suiza 1984 - Campeonato de Suiza en Ruta - 1 etapa de la Tirreno-Adriático 1986 - 1 etapa del Tour de Francia - 1 etapa de la Dauphiné Libéré 1987 - Milán-San Remo - 2 etapas de la Dauphiné Libéré | 1988 - Tirreno-Adriático, más 2 etapas - Vuelta a la Comunidad Valenciana, más 2 etapas 1989 - 1 etapa de la Tirreno-Adriático 1990 - 1 etapa del Tour de Luxemburgo 1992 - Tour de Berna - 2.º en el Campeonato de Suiza en Ruta |

## Grandes Vueltas y Campeonatos del Mundo
Durante su carrera deportiva ha conseguido los siguientes puestos en las Grandes Vueltas y en los Campeonatos del Mundo en carretera:
| Carrera         | 1982 | 1983 | 1984 | 1985  | 1986 | 1987 | 1988  | 1989  | 1990  | 1991  | 1992 | 1993  | 1994 | 1995 | 1996 |
| --------------- | ---- | ---- | ---- | ----- | ---- | ---- | ----- | ----- | ----- | ----- | ---- | ----- | ---- | ---- | ---- |
| Giro de Italia  | 91.º | -    | -    | 23.º  | -    | -    | -     | -     | -     | -     | -    | 120.º | -    | -    | -    |
| Tour de Francia | -    | 84.º | 84.º | 114.º | 49.º | 85.º | 136.º | 117.º | 130.º | 128.º | Ab.  | -     | -    | -    | -    |
| Vuelta a España | -    | -    | -    | -     | -    | -    | -     | 58.º  | -     | 77.º  | -    | -     | -    | -    | -    |
| Mundial en Ruta | Ab.  | 6.º  | Ab.  | 40.º  | 33.º | 47.º | 46.º  | Ab.   | Ab.   | 27.º  | Ab.  | Ab.   | -    | -    | -    |

-: no participa

Ab.: abandono